# Katinka Heyns
Katinka Heyns (sinh ngày 20 tháng 9 năm 1947) là một nữ diễn viên, đạo diễn và nhà làm phim người Nam Phi trong ngành công nghiệp điện ảnh Nam Phi. Bà được biết đến bao gồm các quan điểm nữ quyền trong các bộ phim của mình, cũng như bình luận về chính trị và văn hóa Nam Phi. Tác phẩm của Heyns bao gồm bộ phim Paljas được đề cử cho Phim nói tiếng nước ngoài hay nhất tại lễ trao giải Oscar lần thứ 70.

## Tiểu sử
Katinka Heyns sinh ngày 20 tháng 9 năm 1947. Bà theo học Đại học Pretoria ở Nam Phi và tốt nghiệp Cử nhân Nghệ thuật, chuyên ngành kịch. Heyns đã kết hôn với nhà văn Chris Barnard, hai người một con trai, Simon Barnard.

## Nghề nghiệp
Heyns bắt đầu sự nghiệp của mình với tư cách là một diễn viên đóng một vai trong <i id="mwDw">Katrina</i> của Jans Rautenbach (1969). Bà tiếp tục tham gia một số bộ phim của Rautenbach, bao gồm Janie Totsiens (1970), Pappa Lap (1971), và Eendag op 'n Reendag (1975). Heyns cũng nhận được rất nhiều sự chú ý cho vai diễn trong loạt phim hài truyền hình Willem của Rieburg.
Do chính sách phân biệt chủng tộc ở Nam Phi vào thời điểm đó, đã có luật kiểm duyệt nghiêm ngặt, tuy nhiên Heyns vẫn có thể làm phim tài liệu về các cá nhân văn học khác nhau. Heyns thành lập công ty sản xuất Sonneblom Films vào năm 1974. Thông qua công ty này, bà đã có thể tạo ra những bộ phim đặc sắc theo phong cách đặc biệt của mình. Tất cả các kịch bản cho các bộ phim truyện của Heyns được chồng của cô, Chris Barnard thực hiện. Các bộ phim của cô bao gồm: Fiela se Kind (1987), Die Storie van Klara Viljee (1991), Paljas (1997), và Die Wonderwerker (2012).

### Phong cách phim
Heyns đã bị ảnh hưởng mạnh bởi nhà làm phim Jans Rautenbach, người đã cho cô một khởi đầu trong sự nghiệp điện ảnh. Trong một ngành công nghiệp do các nhà làm phim nam thống trị, Heyns liên tục tạo ra các bộ phim tập trung vào việc trao quyền cho phụ nữ và đặc biệt là trải nghiệm của phụ nữ. Keyan G. Tomaselli, giáo sư tại Đại học KwaZulu-Natal lưu ý cách các bộ phim của Heyns có thể nhận xét về bầu không khí chính trị ở Nam Phi, bằng cách áp dụng lăng kính nữ quyền. Các bộ phim của bà cố gắng mô tả những trải nghiệm chính trị và văn hóa đặc trưng cho Nam Phi, trong khi các đạo diễn khác trong thời gian của cô tập trung vào việc tái tạo các bộ phim theo phong cách Mỹ. Tất cả các tác phẩm của Heyns gợi lên các chủ đề về mối quan hệ, tình yêu và đấu tranh, đồng thời đặt câu hỏi về các đại diện giới tính trong văn hóa Nam Phi. Thông qua các bộ phim của mình, Heyns cố gắng đưa các vấn đề và ý tưởng ít được biết đến vào cuộc trò chuyện toàn cầu, như bệnh tâm thần và trao quyền cho phụ nữ, trong khi vẫn luôn làm như vậy trong bối cảnh văn hóa Nam Phi.